# Den svarta tigern
Den svarta tigern är en roman av den finlandssvenske författaren och paleontologen Björn Kurtén. Boken beskriver ett fiktivt jägar-samlarsamhälle i skärgården någonstans vid Östersjön för cirka 20 000 år sedan. Intrigen tilldrar sig i en period då cromagnonmänniskan tänks förekomma parallellt med neandertalare, och i detta fall huvudsakligen i fredlig samexistens. (Detta skrevs alltså redan tiotals år innan man norr om Östersjön fann lämningar som kan tyda på att neanderthalare funnits här, i den sk. Varggrottan i närheten av Kristinestad i Österbotten.) Han tänker sig att neandertalarna, som länge bott i nordliga trakter, skulle ha varit ljushyade och blonda, medan nykomlingarna som förhållandevis nyss utvandrat från Afrika, har ett mörkare pigment.
Med hjälp av sin stora yrkeskunskap har författaren målat upp en fantastisk paleolitisk värld. Han påpekar dock, att den är helt fiktiv, och inte att betrakta som en teori, utan helt enkelt som en "möjlig modell", som skulle ha kunnat vara sann. I en intervju i samband med utgivningen, tillfrågad om vad boken hör till för genre, myntade han begreppet paleofiktion.
Kurtén var inte först med den idén, han var dock före författaren Jean M. Auel. Axel Klinckowström har tidigare i Sagor om förvandlingens lag (1936) tangerat företeelsen, liksom William Golding i The Inheritors (sv. Det nya folket 1966). Dessa författare hade dock motsatt syn på neandertalare, den förra beskriver dem som råa vildar, medan den senare såg dem som stackars naturbarn som skoningslöst drevs undan av de överlägsna erövrarna.
Han har också skrivit en fortsättning på boken, Mammutens rådare.